# Suban Jeriji
Suban Jeriji is een bestuurslaag in het regentschap Muara Enim van de provincie Zuid-Sumatra, Indonesië. Suban Jeriji telt 3686 inwoners (volkstelling 2010).